# تماشای پی‌درپی

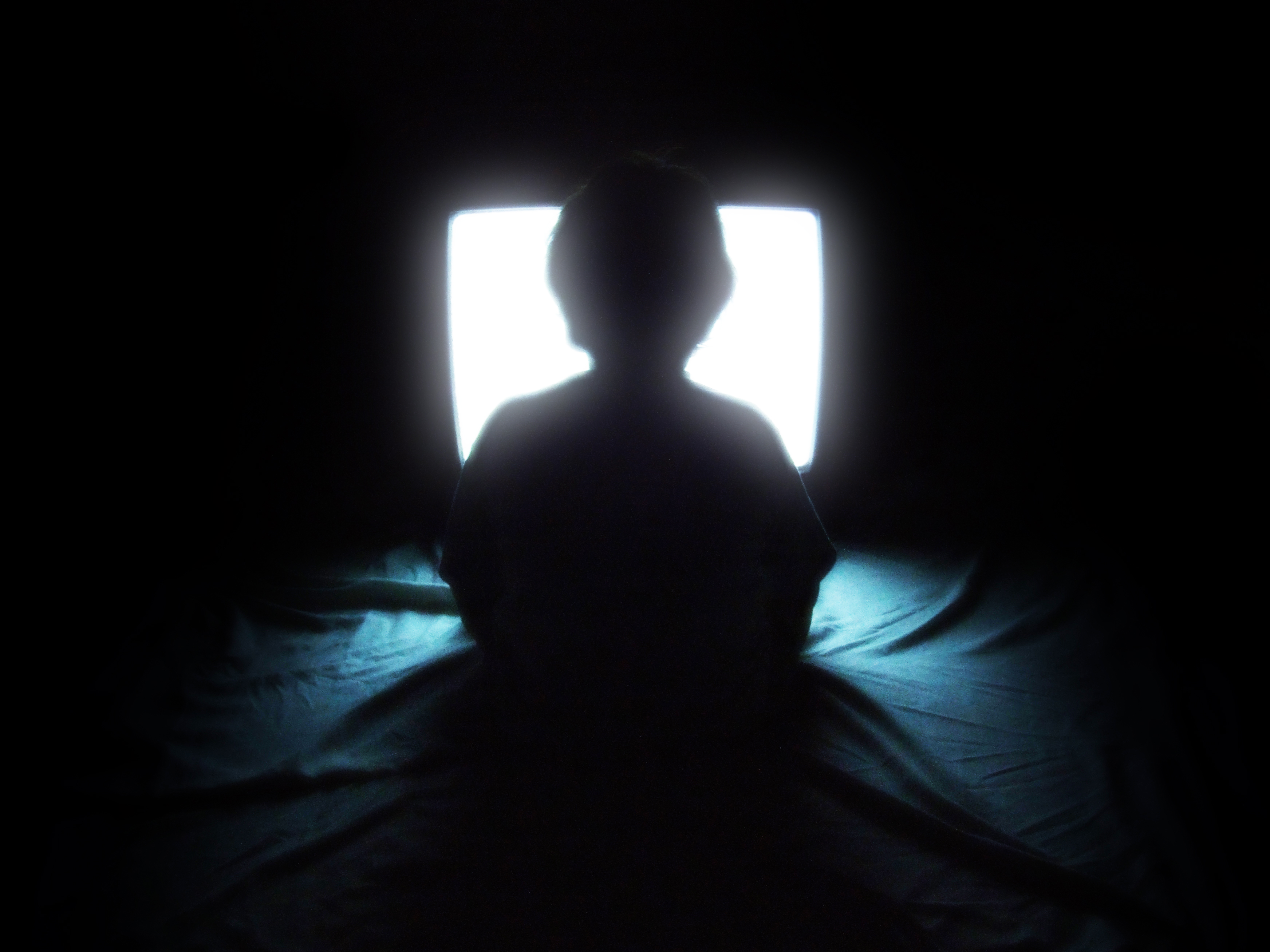
کودکی در حال تماشای تمام وقت تلویزیون

تماشای‌پشت‌سرهم یا تماشای پی‌درپی (انگلیسی: Binge-watching) به دیدن شمار زیاد برنامه‌های تلویزیونی گفته می‌شود بویژه تماشای تمام نمایش‌های مربوط به یک مجموعه به ترتیب. این کلمه در سال ۲۰۱۵ از سوی فرهنگ انگلیسی کالینز به عنوان عبارت سال انتخاب شد.